# Éristale des fleurs
Myathropa florea
Espèce
L’éristale des fleurs (Myathropa florea), syrphe tête de mort ou encore syrphe citrouille, est une espèce d'insectes diptères de la famille des Syrphidae, un syrphe commun sur les fleurs de mai à octobre, répandu en Afrique du Nord et dans toute l'Europe.

## Description
Elle est souvent confondue avec une abeille ou une guêpe en raison de sa taille et de son aspect général. Les dessins jaune vif de son abdomen permettent de la distinguer. Les dessins du mesonotum évoquent plus ou moins une tête de mort, d'où ses noms anglais (Dead head fly) et allemand (Totenkopfschwebfliege).

## Biologie
Cette mouche n'arrête pas de se nettoyer, en particulier avant de prendre son vol.
Les larves se développent dans les cavités remplies d'eau stagnante, notamment les micros habitats dans les vieux arbres : les dendrotelmes. Ces larves, surnommées « queues de rat », sont dotées d'un long tube respiratoire qui permet d'atteindre la surface.

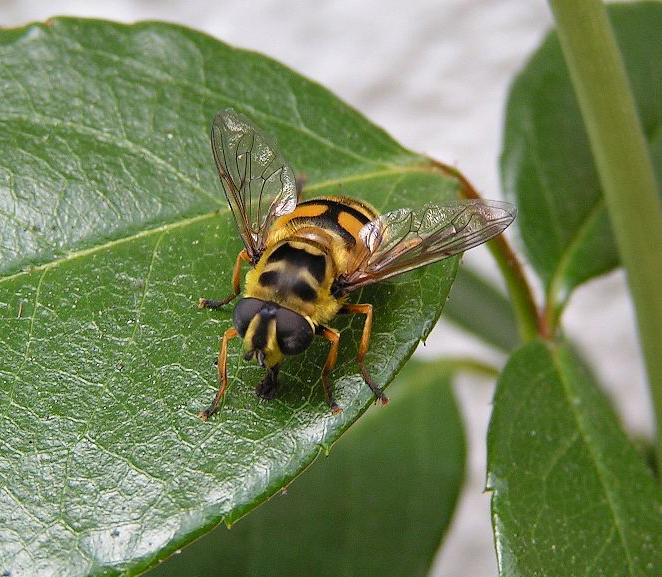
Myathropa florea sur une feuille
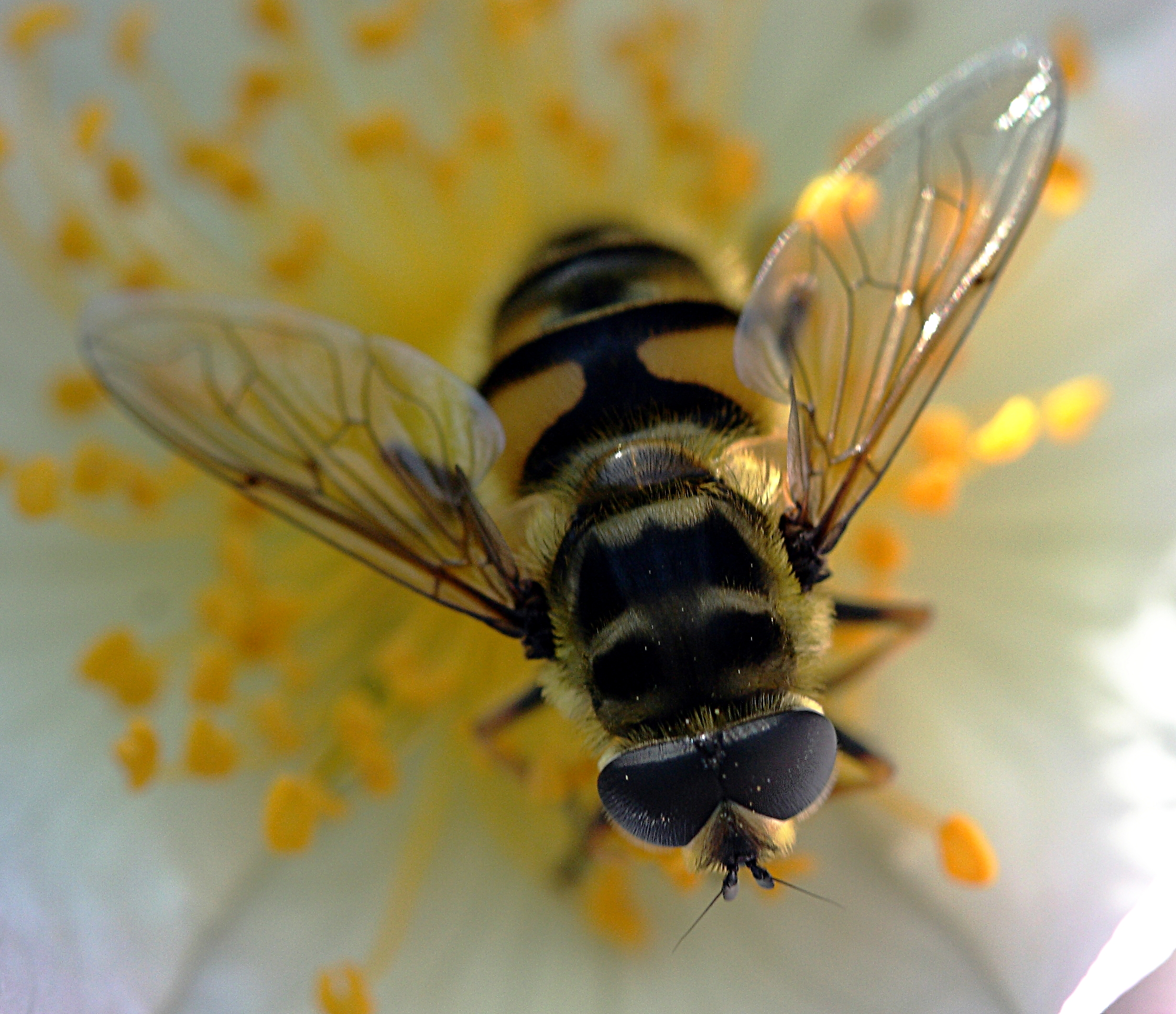
Butinant une fleur d'églantier des chiens (Rosa canina)